# Włókna syntetyczne
Włókna syntetyczne – włókna chemiczne wytwarzane w różnych procesach technologii chemicznej z polimerów niewystępujących w przyrodzie (np. z poliamidów, poliestrów, poliuretanów), otrzymywanych z monomerów w procesach polimeryzacji lub polikondensacji. Proces wytwarzania włókien obejmuje m.in.:
- otrzymywanie monomerów,
- prowadzenie procesu polimeryzacji,
- przygotowanie płynów przędzalniczych (stapianie lub rozpuszczanie),
- formowanie włókien, np. wytłaczanie przez dysze przędzalnicze (filiery),
- wykończanie, czyli obróbkę włókien, nadającą im pożądane właściwości (np. sieciowanie metodami poliaddycji, rozciąganie, karbikowanie, skręcanie, cięcie, karbonizowanie, barwienie).